# Schichtbuch (Bote)
Das Schichtbuch, im Original mittelniederdeutsch Dat Schicht Boick, ist eine eigenhändige Niederschrift von Hermann Bote. Die Handschrift berichtet in mittelniederdeutscher Schriftsprache über die Aufstände in der Stadt Braunschweig in den Jahren 1293 bis 1514, die teilweise auch als Braunschweiger Schichten bezeichnet werden. Bote verfasste sie kurz nach dem Ende der letzten Schicht etwa bis 1510 mit Nachträgen bis 1514.

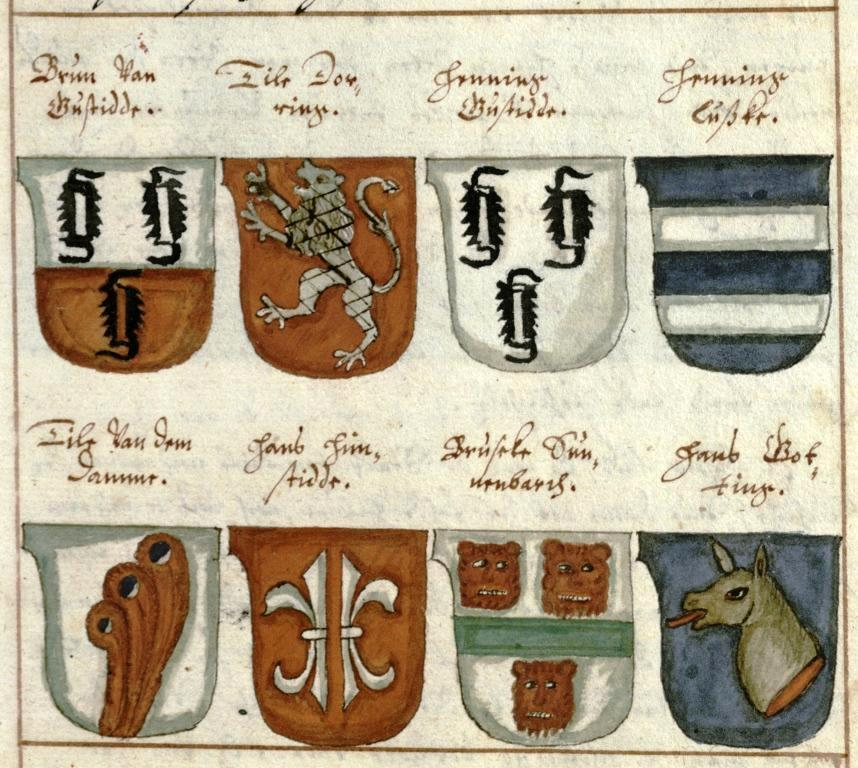
Wappen hingerichteter Ratsherren (andere Version)

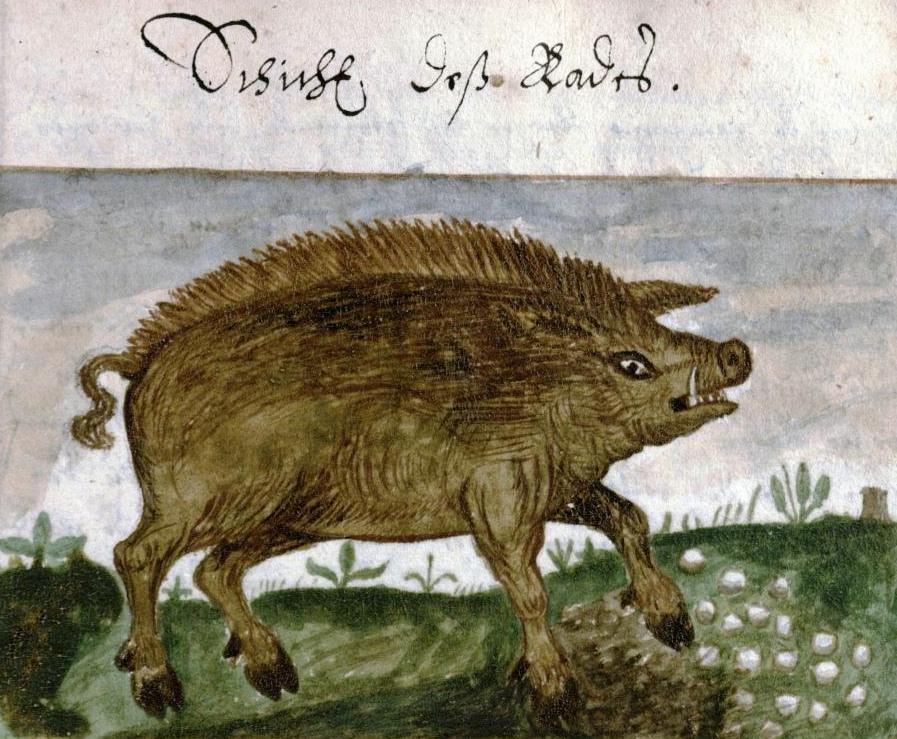
Allegorie zur Großen Schicht

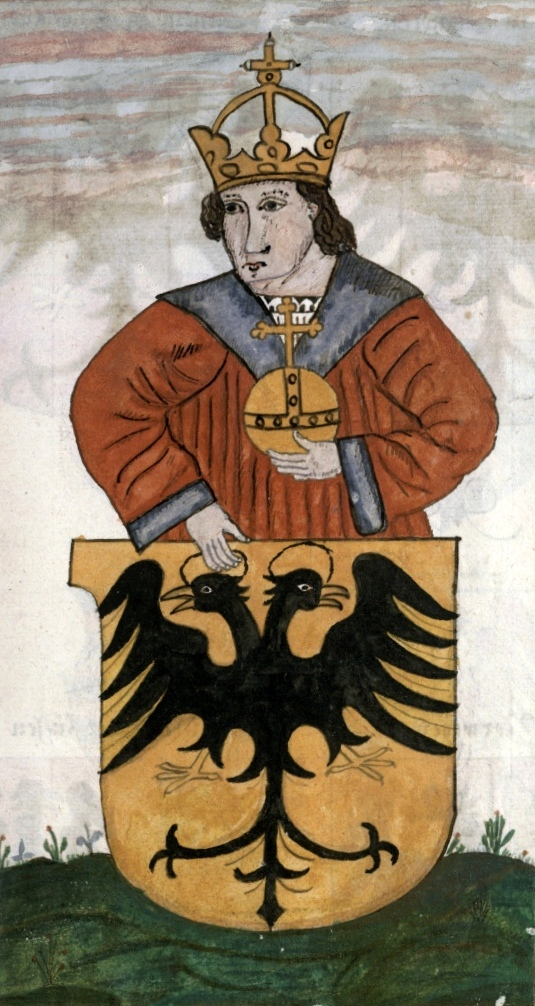
Otto von Braunschweig (andere Version)

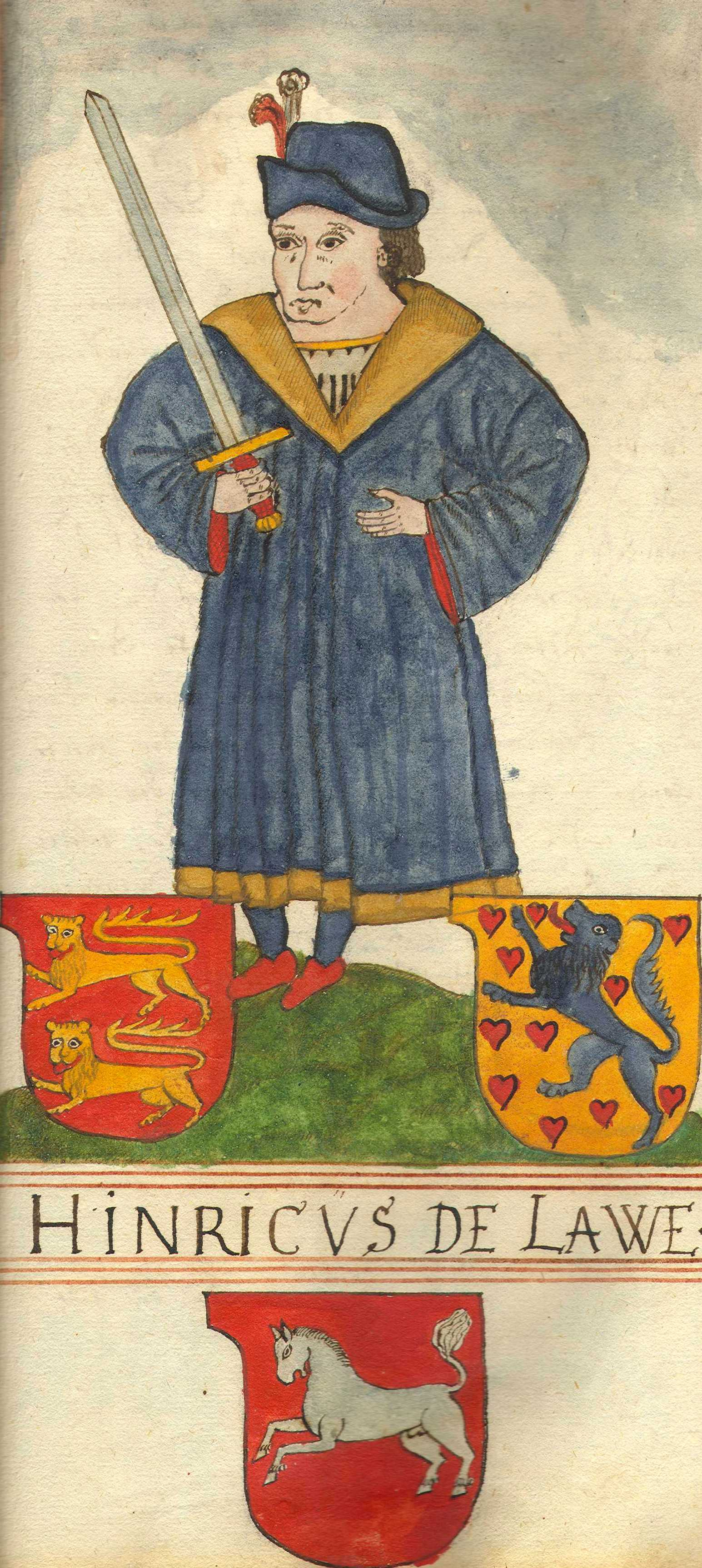
Heinrich der Löwe (andere Version)

## Beschreibung
Das Buch hat in dem Exemplar (Cod. Guelf. 120 Extrav.) der Handschriftendatenbank der Herzog August Bibliothek in Wolfenbüttel auch einen alternativen Titel Chronicon der Stadt Braunschweig genandt dat Schicht Boeck. Einen Hinweis auf Hermann Bote setzte der Verfasser durch ein Bildnis, das sich zwischen dem Titel und dem nachfolgenden Text befindet. Es zeigt einen Mann in etwas verzerrter Haltung. Er hält mit der rechten Hand ein am Boden stehendes Wappenschild der Stadt, das den Braunschweiger Löwen zeigt. Die linke Hand umfasst einen aufgestützten Knebelspieß und in seinem Gürtel steckt ein Beil. Bekleidet ist er mit einem graugelben, an den Seiten in Höhe des Schoßes geschlitzten Rock. Auf dem Kopf sitzt eine mittig geteilte Kogel (eine Art Kapuze) in den Farben rot und grün, die in Krauszacken um seinen Hals endet, die auf seinen Schultern liegen. Seine Strumpfhose ist ebenso gefärbt und rot-grün geteilt. Die Füße stecken in schwarzen knöchelhohen Schuhen, sein Kopf ist leicht nach rechts gewandt, wobei man das ganze Gesicht noch sehen kann. Dass es sich um einen Boten handelt geht aus der Kleidung hervor. Das braunschweigisch Grau mit Grün und Rot war Teil der Liverey des niederen Ratsgesindes, der Ziegel- und Büchsenmeister, der Scharfrichter und auch der Boten. Eine Abbildung am Schluss der Handschrift zeigt eine Frau in einem blauen Kleid, die hinter einem Wappenschild mit dem Porträtbild eines Braunschweiger Stadtboten mit der typischen geteilten rot-grünen Kapuze steht, das sie mit den Händen festhält.
Inhalt (Cod. Guelf. 120 Extravagantes)
- Die fünf Schichten, Blatt 1–159
  - Schicht de Gildemester (Abbildung: rotes Rind, Schicht der Gildemeister)[6] Eine in sich geschlossene Darstellung für die Zeit 1292 bis 1294.
  - Schicht des Rades (Abbildung: braune Sau, Schicht des Rates oder die Große Schicht)[7] Verlauf der Ereignisse in den Jahren 1374 bis 1393.
  - Papen-Krich (Abbildung: braunder Wolf, 1403)[8] Berichte über die Auseinandersetzung des Rates mit der Geistlichkeit.
  - Schicht der unhorse borger (Abbildung: brauner Fuchs, Schicht der ungehorsamen Bürger, 1445 bis 1447)[9] und (Abbildung: brauner Hase)[10]
  - Schicht Holandes (Ludeke Hollant, Abbildung: Katze auf einem Podest, davor Esel, Schicht Holandes 1488–1510)[11]
  - Fan der Dagemünte (Abbildung: Mann am Tisch sitzend, davor ein stehender Mann, beide mit Säcken voller Münzen)[12] In dem Kapitel sind mehrere Seiten mit Abbildungen von Münzen verziert und Gesetze oder Münzbestimmungen aus den Jahren 1442 bis 1509 aufgeschrieben.
  - Uplôyp fan twên Schôten (Abbildung: braunes Pferd, 1503)[13]
- Wappenbuch, erster Teil, Blatt 165–176 beginnend mit der Abbildung des Reichswappens Ottos von Braunschweig mit Krone und Reichsapfel, dazwischen (Abbildung: dunkelbrauner Bär und gelbbrauner Löwe)[14]
- Fortékenisse aller Klôster etc. Kirchen- und Klösterverzeichnis, Blatt 177–187 (Abbildung: Santus Autor als Schutzpatron der Stadt, Auctor)[15] es folgen Bildnisse des Heiligen Blasius neben einer Säule mit dem Braunschweiger Löwen (Stift St. Blasius, Braunschweiger Dom), des Heiligen Martin, der seinen Mantel teilt, neben einem Versehrten (dem Weichbild Altstadt zugeordnet), der Heiligen Katharina mit einem Schwert und einem halben Rad (dem Weichbild Hagen zugeordnet), des Heiligen Andreas mit einem Andreaskreuz (dem Weichbild Neustadt zugeordnet), des Heiligen Magnus mit einem Buch in der Hand (dem Weichbild Altewiek zugeordnet), der Heiligen Ulrich mit einem Fisch in der Hand (dem Weichbild Sack zugeordnet) und am Schluss Heinrich der Löwe in einem blauen Mantel, mit einem Schwert und drei Wappenschilden.
- Wappenbuch, zweiter Teil, Blatt 188–254 (Abbildung: Brunswik Luneborch, ein Ritter in Rüstung mit Schwert und Schild über dem Stadttor, davor ein gelbbrauner Löwe)[16] weitere Bilder zeigen Otto von Braunschweig mit einem viergeteilten Wappenschild und Schwert, darunter fünf weitere Wappenschilde, zahlreiche Wappen mit Beschreibungen, dazwischen ein Herold, weitere Wappen, zumeist sechs auf einer Seite, teilweise leere Wappenschilde.
- Federzeichnungen (nicht von Bode), Blatt 256–257 und 259–166
- Wappenschild (Bote)

## Digitalisierte Ausgaben, Auszüge und Archivbestände
- HAB – Handschriftendatenbank: Hermann Bote: Schichtbuch (Cod. Guelf. 120 Extrav.) Braunschweig (diglib.hab.de).
- Hermann Bothe: Dat Shigtbôk eder dat Bôk der Shigte unde der Uplöpe. In: Karl F. A. Scheller (Hrsg.): Shigt-Bôk der Stad Brunswyk : zur Ergänzung von G. G. Leibnitii Scriptores Rerum Brunsvicensium. Waisenhaus-Buchdruckerei, Braunschweig 1929, doi:10.24355/dbbs.084-200903020100-4 (leopard.tu-braunschweig.de – ohne Bilder, gedruckter Text, keine Handschrift).
- Stadtarchiv Braunschweig: H III 2, Nr. 19 (17. Jahrhundert, illustriert)
- Stadtarchiv Braunschweig: H III 2, Nr. 37 (Auszug, 17. Jahrhundert, illustriert)
- Stadtarchiv Braunschweig: H III 2, Nr. 44 (17. Jahrhundert, illustriert)
- Herbert Blume: Zwei Kapitel aus dem Schichtbuch mittelniederdeutsch mit neuhochdeutscher Übersetzung. (= Literarische Vereinigung. Band 32). Selbstverlag, Braunschweig 1985.